# 최임경
최임경은 대한민국의 영화배우, 연극배우다. 2004년 영화 《얼굴 없는 미녀》로 데뷔했다.

## 영화
- 얼굴 없는 미녀 (2004)
- 눈에는 눈 이에는 이 (2008)
- 이웃집 남자 (2010)
- 집 나온 남자들 (2010)
- 마지막 위안부 (2014)
- 나는 야한 여자가 좋다 2 (2014)
- 권법형사 : 차이나타운 (2015)
- 없던 일 (2015)

## 공연
- 의자는 잘못없다 (2007)
- 룸넘버13 (2008)
- 리처드 2세 (2008)
- 구운몽 구름위에서 별을 꿈꾸다 (2008)
- 해리유리동물원 (2009)
- 아테네의 타이먼 (2010)
- 막차탄 동기동창 (2011)
- 헨리 6세 제1부 (2011)
- 틱 (2014)
- 위기의 여자 (2017)
- 별난사람들 (2020)